# Louis Michiels
Ludovicus (Louis) Michiels (Halen, 7 februari 1814 - aldaar, 5 november 1865) was een Belgische burgemeester.

## Levensloop
Michiels werd eind 1849 verkozen tot gemeenteraadslid in Halen. Op voorspraak van burgemeester Hubert Fischbach Malacord van Zelem werd hij begin 1850 benoemd tot burgemeester. Hij bleef dit tot zijn dood eind 1865.
Michiels was beheerder van de Sint-Jansberg in Zelem.